# 戴备军
戴备军（1949年10月31日—），曾任浙江省环保局局长。
1970年4月参加工作。1973年8月加入中国共产党。1970年入伍，历任浙江生产建设兵团一师战士、副班长、营部书记、师部参谋。1975年11月转调地方工作，历任浙江汽车驾驶技校团委书记，浙江省交通厅调整工资办公室、浙江省工业交通办公室、浙江省经济贸易委员会、浙江省计划经济委员会干事、副处长、处长，浙江省计划经济委员会委员、浙江省技术监督局局长，浙江省计划经济委员会副主任；2000年任浙江省技术监督局局长局长、党组书记；2004年11月任浙江省环保局局长、党组书记、浙江生态省建设领导小组办公室主任；2008年3月任浙江省政协人口资源环境委员会主任。
2009年10月30日，因涉嫌受贿400余万元，戴备军被杭州市人民检察院提起公诉。2010年3月18日，浙江省高级法院作出终审裁定，以受贿罪、滥用职权罪两罪并罚，判处戴备军无期徒刑，剥夺政治权利终身，并处没收个人全部财产。

### 相关人物
其情妇张琰为著名医学专家郑树森与李兰娟的儿媳。戴备军涉嫌在环保局长任内下发文件关照张，使张控制的浙江弘申信息技术有限公司、浙江环茂自控科技有限公司等公司能够垄断浙江环保招标。